# Opération Pastorius
Pour les articles homonymes, voir Pastorius.

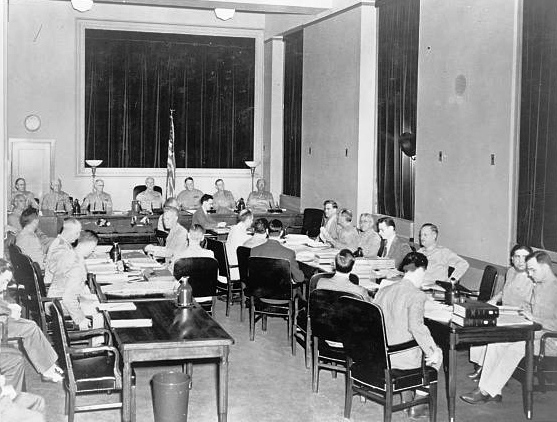
Le procès des saboteurs nazis à Washington D.C, juillet 1942.

L'opération Pastorius est une opération de sabotage lancée par l'armée allemande sur le sol américain pendant la Seconde Guerre mondiale. Elle implique huit agents allemands infiltrés aux États-Unis en juin 1942, avec une mission de sabotage des installations stratégiques. Sans succès, elle se solde par l'arrestation des agents et leur exécution pour trahison.

## Déroulement
L'opération se déroule en juin 1942, mais elle échoue rapidement. L'opération est nommée ainsi par l'amiral Wilhelm Canaris, chef de l'Abwehr, du nom de Francis Daniel Pastorius, l'un des premiers colons allemands en Amérique,.
Pour cette action, huit agents allemands ayant vécu aux États-Unis sont recrutés. Deux d'entre eux, Ernest Burger et Herbert Haupt, sont des citoyens américains. Les six autres, George John Dasch (en), Edward John Kerling, Richard Quirin, Heinrich Harm Heinck, Hermann Otto Neubauer et Werner Thiel connaissent les États-Unis pour y avoir travaillé.
Leur mission est de saboter des sites industriels, de transport ou de production d'énergie aux États-Unis jugés stratégiques : barrage hydro-électrique de Niagara Falls, usines de l'Aluminum Company of America dans l'Illinois, dans le Tennessee et à New York, écluses de l'Ohio River près de Louisville, la Horseshoe Curve, passage important d'une voie de chemin de fer à Altoona en Pennsylvanie et des ateliers de chemin de fer à Altoona, une usine de cryolite à Philadelphie, le Hell Gate Bridge à New York et la Pennsylvania Station à Newark dans le New Jersey.
Avant leur départ, les espions reçoivent une formation rapide aux techniques de sabotage. Munis d'une somme importante, 175 000 dollars américains (soit 3 millions de dollars en 2022), ils embarquent à bord de deux U-Boote allemands.
Le 13 juin 1942, le premier sous-marin, le U-202 Innsbruck s'approche de la côte à Amagansett, à environ 184 km à l'est de la ville de New York, sur Long Island. Il débarque George Dasch, chef de l'équipe, et trois autres saboteurs, Burger, Quirin et Henck. L'équipe arrive jusqu'à la côte en uniforme militaire de façon à être considérés comme prisonniers de guerre et non comme espions s'ils sont capturés. Ils apportent avec eux des explosifs, des amorces et des engins incendiaires pour mener deux années d'opérations. Les membres du groupe se changent et s'habillent avec des vêtements civils quand un garde-côte américain, non armé, John C. Cullen, les repère. L'un des saboteurs essaie de le corrompre, mais Cullen retourne à la station de garde-côte et signale sa découverte à ses supérieurs. Entre-temps, les agents allemands prennent le train pour New York. 
Le 16 juin 1942, le second sous-marin, le U-584, débarque les quatre autres membres de l'équipe à Ponte Vedra Beach en Floride, au sud de Jacksonville. Ils prennent le train pour Chicago et pour Cincinnati. 
Pendant ce temps, arrivés à New York, Dasch et Burger font défection. Dasch se rend à Washington, D.C. au FBI. Les autres membres de l'équipe ignorent la trahison et poursuivent les préparatifs. Dans les quinze jours qui suivent, tous les saboteurs sont arrêtés. Les huit agents clandestins sont jugés par un tribunal militaire sur instructions spéciales du président américain Franklin D. Roosevelt.
Les avocats des accusés dont Lauson Stone (en) et Kenneth Royall essaient d'obtenir qu'ils soient jugés par une cour civile, en appelant jusqu'à la Cour suprême des États-Unis mais sont déboutés (décision Ex parte Quirin). Le procès se tient dans l'immeuble du Ministère de la Justice des États-Unis à Washington. Les huit agents allemands sont reconnus coupables et condamnés à mort. Roosevelt commue la sentence de Burger à la prison à vie et celle de Dasch à trente années, car ils ont d'eux-mêmes mis fin à leur mission et fourni des informations sur le reste de l'équipe. 
Les six autres agents sont exécutés le 8 août 1942 par électrocution au troisième étage de la prison du district de Columbia et enterrés dans le carré des indigents, nommée Blue Plains dans le quartier d'Anacostia à Washington. En 1948, le président Harry S. Truman gracie Dasch et Burger à la condition qu'ils soient expulsés vers la zone américaine de l'Allemagne occupée.